# Suan
Suan, officiellement Suan de la Trinidad, est une municipalité située dans le département d'Atlántico, en Colombie.

## Démographie
Selon les données récoltées par le DANE lors du recensement de la population colombienne en 2005, Suan compte une population de 9 344 habitants.

## Liste des maires
- 2020-2023 : Danilo Rafael Cabarcas Orozco
- 2016-2019 : Rodolfo Rafael Pacheco Pacheco
- 2012-2015 : ?
- 2008-2011 : Rodolfo Rafael Pacheco Pacheco

## Personnalités liées à la municipalité
- Víctor Pacheco (1974-) : footballeur né à Suan.